# Burg Kariya
Die Burg Kariya (japanisch 刈谷城, Kariya-jō) befindet sich in der Stadt Kariya in der Präfektur Aichi. In der Edo-Zeit residierten dort zuletzt die Doi als Fudai-Daimyō.

## Burgherren in der Edo-Zeit
- Ab 1600 ein Zweig der Mizuno mit einem Einkommen von 30.000 Koku,
- ab 1616 ein anderer Zweig der Mizuno mit 20.000 Koku,
- ab 1632 die Fukōzu-Matsudaira mit 30.000 Koku,
- ab 1649 ein Zweig der Hisamatsu-Matsudaira mit 20.000 Koku,
- ab 1651 ein Zweig der Inagaki mit 23.000 Koku,
- ab 1702 ein Zweig der Abe mit 16.000 Koku,
- ab 1710 ein Zweig der Honda mit 50.000 Koku,
- ab 1712 die Miura mit 23.000 Koku,
- ab 1747 ein Zweig der Doi mit 23.000 koku.

## Geschichte
Die Burg Kariya wurde 1533 von dem aus der Gegend stammenden Mizuno Tadamasa (水野 忠政; 1498–1543) angelegt. Da sich in der Schlacht von Okehazama im Jahr 1560 Tadamasas Sohn Nobumoto der Seite Oda Nobunagas angeschlossen hatte, wurde dieser von den Imagawa angegriffen, die seine Burg zerstörten. Später hegte Nobunaga den Verdacht, dass Nobumoto heimlich Verbindung zu den Takeda hatte, worauf dieser Selbstmord beging. Danach war Sakuma Nobumori (佐久間 信盛; 1528–1582) eine Zeit lang Burgherr.
Dann übernahm aber Tadashige (忠重; 1541–1600), Nobumotos jüngerer Bruder, die Burg wieder als Burgherr. Sein Sohn Katsunari (勝成; 1564–1651) baut die Burg im modernen Stil um.

## Die Anlage

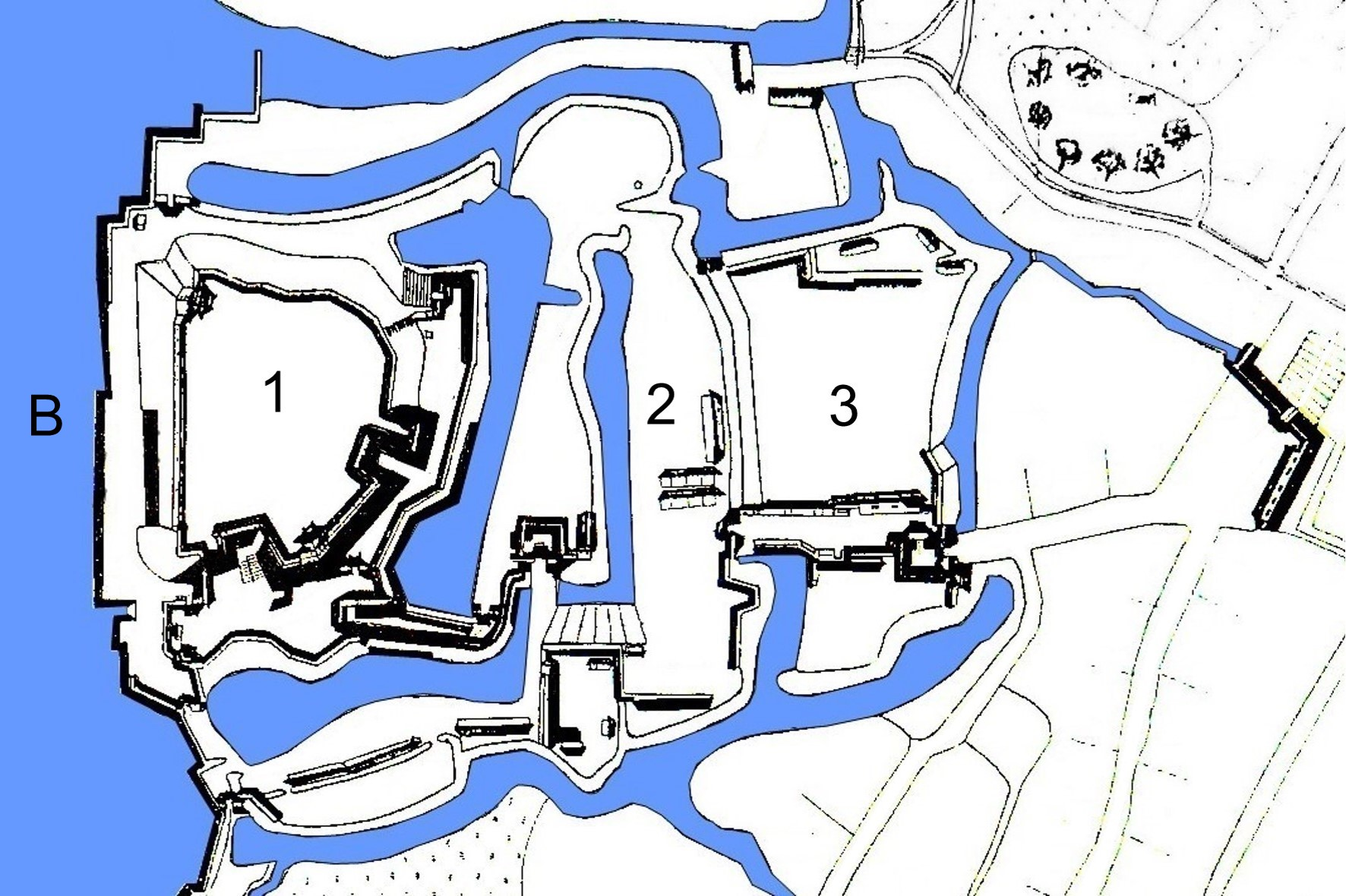
Burg Kariya (Siehe Text)

Die Burg Kariya liegt am Nordende der langgestreckten, flussartigen Iura-Bucht (衣浦湾, -wan; B) auf einer Anhöhe. Im Osten und Süden um den zentralen Bereich, das Hommaru (本丸; 1), schloss sich der zweite Bereich, das Ni-no-maru (二ノ丸; 2), an. Weiter im Osten folgt der dritte Bereich, das San-no-maru (三ノ丸; 3).  Der größte Teil der Burg wurde durch Erdwälle (土塁, dorui) geschützt, nur an wenigen Stellen wurden Felsmauern aufgeführt.
Das Hommaru wurde im Nordwesten und Südosten durch einen zweistöckigen Wachturm geschützt, die Residenz des Burgherren befand sich im San-no-maru. Einen Burgturm gab es in der Edo-Zeit nicht, seine Funktion wurden vom Wachturm an der Nordwestecke übernommen. 
Nach der Meiji-Restauration 1868 wurden alle Gebäude der Burg abgerissen. Das Hommaru und ein Teil des Ni-no-maru wurden 1936 öffentlicher Park unter dem Alternativnamen der Burg, Kijō-Park (亀城公園, Kijō-kōen). Der Burgbereich ist für seine Kirschblüte bekannt.